# Hieracium corconticum
Hieracium corconticum — вид квіткових рослин з родини айстрових (Asteraceae). Вид зростає в Європі: Польща, Чехія; це багаторічна рослина.